# ان‌جی‌سی ۵۵۸۴
ان‌جی‌سی ۵۵۸۴ (انگلیسی: NGC 5584) نام یک کهکشان مارپیچی میله‌ای در صورت فلکی دوشیزه است.